# Contarinia sorghicola
Contarinia sorghicola är en tvåvingeart som först beskrevs av Daniel William Coquillett 1899.  Contarinia sorghicola ingår i släktet Contarinia och familjen gallmyggor. Inga underarter finns listade i Catalogue of Life.